# Mêmia (gens)
A gens Mêmia (em latim: gens Memmia) era uma família plebéia em Roma. O primeiro membro da gens a alcançar proeminência foi Caio Mêmio Galo (em latim: Gaius Memmius Gallus), pretor em 173 a.C.. Desde o período da Guerra de Jugurta até a era de Augusto eles contribuíram numerosos tribunos para a República.

## Origem da gens
O poeta Virgílio ligava a família dos Mêmios com o herói troiano Mnesteu. Essa tradição tardia demonstra que pelo fim da República, a gens havia tornado-se um ramo conspícuo da nobreza romana.

## Prenomes usados pela gens
Os principais prenomes dos Mêmios eram Caio (Gaius), Lúcio (Lucius), Quinto (Quintus) e Públio (Publius). Há também ao menos um exemplo de Tito (Titus).

## Membros da gens
Esta lista inclui prenomes abreviados. Para uma explicação dessa prática, ver filiação.
- Caio Mêmio C. f. Quirino (Gaius Memmius C. f. Quirinus), edil antes de 216 a.C., foi o primeiro a exibir a Cereália em Roma.[1]
- Caio Mêmio (Gaius Memmius), pretor em 173 a.C., obteve a Sicília como sua província.[2]
- Lúcio Mêmio Galo (Lucius Memmius Gallus), aparece em uma moeda.
- Tito Mêmio (Titus Memmius), comissionário enviado pelo senado para ouvir as reclamações dos aqueus e macedônios contra os magistrados romanos, em 170 a.C.[3]
- Quinto Mêmio (Quintus Memmius), legado enviado pelo senado aos judeus circa 163 a.C.[4]
- Caio Mêmio, também chamado Mordax, tribuno da plebe em 111 a.C., morto a golpes de porrete pelos aliados de Lúcio Apuleio Saturnino e Caio Servílio Gláucia em 100 a.C., quando era candidato para o consulado.
- Lúcio Mêmio (Lucius Memmius), um eminente orador, e partidário de Caio Mário durante o tempo da primeira e segunda guerra civis entre os partidos de Mário e Sula.[5]
- Caio Mêmio, casou-se com uma irmã de Cneu Pompeu, sob quem ele serviu na Sicília e Hispânia.[6][7][8]
- Caio Mêmio Gemelo, tribuno da plebe em 66 a.C.
- Caio Mêmio, Cônsul sufecto em 34 a.C.
- Públio Mêmio (Publius Memmius), uma testemunha para a defesa no julgamento de Aulo Cecina em 69 a.C.[9]
- Públio Mêmio Régulo (Publius Memmius Regulus), cônsul em 31 d.C., e o primeiro marido de Lolia Paulina, futura imperatriz de Calígula.
- Caio Mêmio Régulo (Gaius Memmius Regulus), provavelmente o filho de Públio Régulo e Lolia Paulina, cônsul em 63 d.C.[10][11][12]